# عبد الحميد عبد السلام
عبد الحميد عبد السلام هو أحد المتهمين في قضية اغتيال محمد أنور السادات. في منزله بضاحية عين شمس شرق القاهرة تم التخطيط لعملية الاغتيال. نُفذ فيه حكم الإعدام  كما نُفذ الإعدام في اليوم ذاته في خالد الإسلامبولي، عطا طايل، وحسين عباس وكلهم شاركوا في عملية الاغتيال.